# Rignieux-le-Franc

Rignieux-le-Franc este o comună în departamentul Ain din estul Franței.